# す (ラジオ番組)
すは、1996年10月からCBCラジオ（中部日本放送）で放送されていたラジオ番組である。放送時間は土曜日 20:00〜20:30

## 出演
- 清水ミチコ
- 戸井康成

## 概要
この番組の前身は深夜の帯番組「OTHELLO」である。OTHELLO終了に伴って月曜パーソナリティの清水と戸井が新番組「す」を担当することになった。基本的には清水と戸井が30分間トークをするだけである。いくつかコーナーのレギュラー化を試みたが定着することはなかった。レギュラー放送終了後は別番組に内包された番組として数回放送された。こちらはレギュラー放送とは異なりゲストを迎えてトークするスタイルになっていた。

### 番組名について
「す」という番組名は特に由来などはないようである。このひらがな1文字だけの特異な番組名に関しては番組内でもよくネタにされていた。新聞のラジオ欄では1行分確保されていたが、番組名が1文字しかないので毎回「す　清水ミチコほか」と書かれていた。「ほか」扱いされた戸井からクレームが付いてトーク内容を書くようにしようという案が出されたが実現しなかった。